# Rachias dolichosternus
Rachias dolichosternus är en spindelart som först beskrevs av Cândido Firmino de Mello-Leitão 1938. 
Rachias dolichosternus ingår i släktet Rachias och familjen Nemesiidae. Inga underarter finns listade i Catalogue of Life.